# Stenosfemuraia pilosa
Espèce
Synonymes
- Codazziella pilosa González-Sponga, 2005
- Chichiriviche costanero González-Sponga, 2011

Stenosfemuraia pilosa est une espèce d'araignées aranéomorphes de la famille des Pholcidae.

## Distribution
Cette espèce est endémique du Venezuela. Elle se rencontre dans les États d'Aragua et de La Guaira entre 1 200 et 2 200 m d'altitude dans la cordillère de la Costa.

## Description
Le mâle holotype mesure 2,92 mm et la femelle paratype 2,40 mm.
Le mâle décrit par Huber et Arias en 2017 mesure 3,3 mm.

## Publication originale
- González-Sponga, 2005 : Arácnidos de Venezuela. Tres nuevos géneros y cuatro nuevas especies de la familia Pholcidae (Araneae). Saber, Universidad de Oriente, vol. 17, no 2, p. 99-109.